# Hyla perrini
La raganella padana  (Hyla perrini (Dufresnes et al., 2018)) è un anfibio della famiglia Hylidae, diffuso in Italia settentrionale, Svizzera e Slovenia.

## Descrizione
È una raganella di dimensioni medio-piccole, che raggiunge una lunghezza di 4–5 cm.
È molto simile a Hyla arborea e Hyla intermedia: la colorazione delle parti superiori è spesso di colore verde brillante con un evidente striscia laterale di colore nero o marrone che dall'occhio raggiunge le zampe posteriori, a differenza delle altre specie la striatura di Hyla perrini è visibile solo ai lati, e non di fronte. Le parti inferiori sono generalmente bianco-giallastre. I maschi, come in tutte le specie di raganella presentano un sacco vocale sotto la gola. Le dita sono dotate di ventose che permettono all'animale di arrampicarsi sugli alberi.

## Biologia

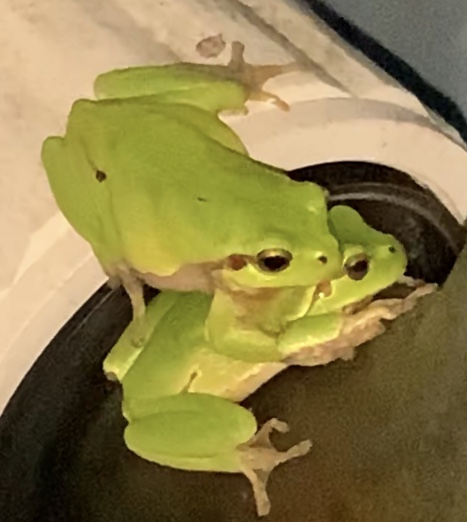
Accoppiamento

### Alimentazione
La raganella padana è una specie esclusivamente insettivora.
Si nutre principalmente di insetti ditteri (mosche, zanzare o moscerini), lepidotteri (farfalle e falene) e ragni.

### Riproduzione
Nel periodo primaverile-estivo gli adulti di questa specie si recano in prossimità di pozze d’acqua, laghi, canali e fiumi dove si accoppiano. Queste raganelle sono legate all’acqua principalmente durante il periodo riproduttivo.

## Distribuzione e habitat
L’areale di questa specie è ristretto all'Italia settentrionale, prevalentemente in Pianura Padana, alla Svizzera (Canton Ticino) e alla Slovenia occidentale. Essendo stata scoperta solo nel 2018 la sua distribuzione geografica non è ancora del tutto definita. 
Il suo habitat ideale è in prossimità di arbusti, cespugli o canneti. Predilige aree pianeggianti o collinari piuttosto umide.

## Tassonomia

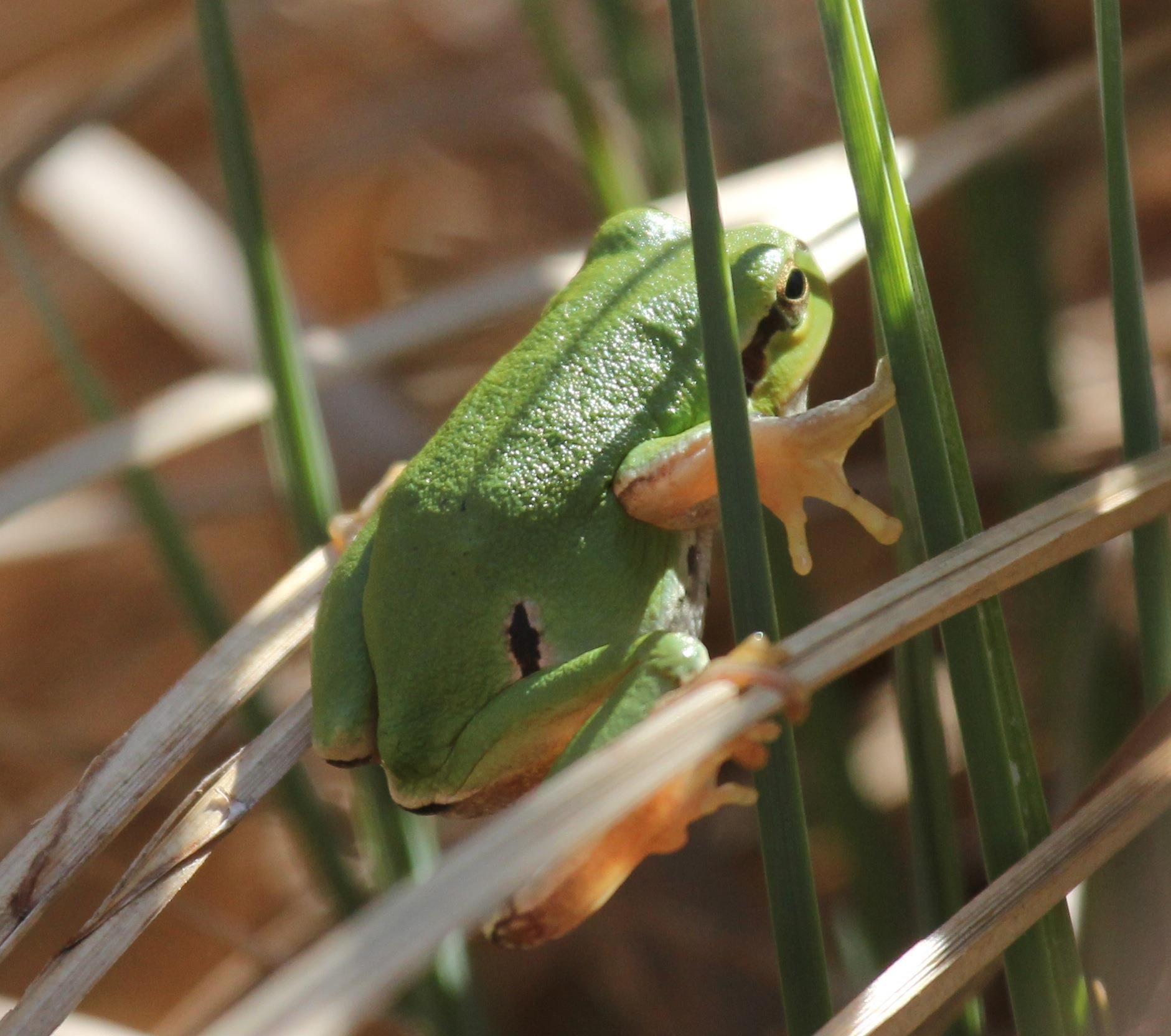
Raganella padana

Fino a pochi anni fa questa raganella veniva considerata una sottospecie di Hyla intermedia. Nel 2018 venne riconosciuta come specie a sé stante.

## Altre specie di raganelle presenti in Italia
In Italia, oltre alla raganella padana, sono presenti anche le seguenti specie appartenenti al genere Hyla:
- Hyla meridionalis (Liguria e Italia nord-occidentale)

- Hyla arborea (Carnia, Friuli settentrionale)

- Hyla intermedia (Italia centrale, meridionale e Sicilia)

- Hyla sarda (Sardegna, Isola d'Elba e Capraia (arcipelago toscano))